# Omar Moussa
Omar Moussa (ur. 30 sierpnia 1997 w Bużumburze) – burundyjski piłkarz grający na pozycji środkowego obrońcy. Od 2019 gra w klubie Police FC.

## Kariera klubowa
Swoją karierę piłkarską Moussa rozpoczął w klubie Flambeau de l’Est FC. W 2013 roku zadebiutował w jego barwach w burundyjskiej pierwszej lidze. W debiutanckim sezonie wywalczył z nim wicemistrzostwo Burundi. W sezonie 2015/2016 grał w Vital’O FC, z którym został mistrzem Burundi. W sezonie 2016/2017 był zawodnikiem Atlético Olympic FC, z którym został wicemistrzem kraju. W sezonie 2017/2018 występował w rwandyjskim Bugesera FC, a w latach 2018-2019 był piłkarzem kenijskiego Sofapaka FC. W 2019 przeszedł do rwandyjskiego Police FC.

## Kariera reprezentacyjna
W reprezentacji Burundi Moussa zadebiutował 11 marca 2017 roku w wygranym 7:0 towarzyskim meczu z Dżibuti, rozegranym w Bużumburze. W 2019 roku został powołany do kadry do na Puchar Narodów Afryki 2019. Rozegrał w nim jeden mecz grupowy, z Nigerią (0:1).